# بولبولجان
بولبولجان (عبد الباقي علي أوغلو زولالوف) (بالأذرية: Səxavət Məmmədov) - مغني أذربيجاني فلكلوري، عازف مقام.
واكتسب بولبولجان شهرته بفضل أداء مقامات أذربيجانية باللغات الأذربيجانية، الجورجية، الفارسية، ليزجين، كوميك والروسية.

## حياته ونشاته
عبد الباقي زولالوف معروف باسم بولبولجان ولد في 1841 مدينة شوشا. في سن مبكرة اكتسب شهرة بين عشاق مقام بمهارته عزف مقام في اللغات المختلفة في إيران وقوقاز.
تم منح بوسام «شيري-خورشيد» من قبل شاه إيراني مظفر الدين شاه. منذ 1875 عاش بولبولجان لمدة 30 عامًا من حياته في تبليسي.
هو تعلم اللغة الجورجية وعزف مقامات أذربيجانية بتلك اللغة. في 1905 عاد إلى مدينة شوشا وواصل نشاته فيها.
ألقى بولبولجان درسا في المدارس الثانوية التي افتتحت حديثًا في باكو منذ 1920.
توفى بولبولجان عام 1929 في باكو، جمهورية ما وراء القوقاز الاشتراكية السوفيتية.